# Clio cuspidata
Clio cuspidata is een slakkensoort uit de familie van de Cavoliniidae. De wetenschappelijke naam van de soort is voor het eerst geldig gepubliceerd in 1802 door Bosc.